# Pseudobradya peresi
Pseudobradya peresi är en kräftdjursart som beskrevs av Soyer 1974. Pseudobradya peresi ingår i släktet Pseudobradya och familjen Ectinosomatidae. Inga underarter finns listade i Catalogue of Life.